# Oratorio di San Carlo Borromeo (Castel San Pietro)
L'oratorio di San Carlo Borromeo è situato a Loverciano, frazione di Castel San Pietro, ad est della villa Turconi. 

## Storia e descrizione
L'edificio risale al secolo XVII, e fu restaurato nel 1975. A pianta rettangolare, è affiancato da un campaniletto a vela. 
All'interno, presenta volte arricchite da stucchi, e custodisce un altare del secolo XVII in stucco con colonne marmoree, un affresco del tardo secolo XVII raffigurante San Gerolamo penitente e una pala con San Carlo Borromeo in adorazione della croce, del secolo XVII. 